# John Paul Lederach
John Paul Lederach és un professor universitari estatunidenc, especialista en consolidació de la pau internacional (international peacebuilding) que treballa a la Universitat de Notre Dame, Indiana, i a la Eastern Mennonite University de Virginia. Ha escrit àmpliament sobre resolució de conflictes i mediació. És doctor en sociologia de la Universitat de Colorado. El 1994 fa fundar i ser el primer director del Centre per la Justícia i la Construcció de Pau (Center for Justice and Peacebuilding) de la Universitat de Mennonite.

## Biografia
Lederach va néixer a Indiana, fill d'un predicador local. Es va graduar al Bethel College el 1980 amb un grau en història i estudis de pau. Va començar a treballar per la Universitat de Mennonite en una missió a Barcelona. Es va continuant especialitzant en resolució de conflictes fins que es va doctorar en sociologia el 1988 per la Universitat de Colorado. Durant aquest període (1975-1996) va treballar com a director del Servei de conciliació de la universitat de Mennonite.

## Trajectòria acadèmica
El treball de Lederach sobre mètodes de resolució de conflictes han estat influents en els camps de ciència política, estudis de pau, relacions internacionals i transformació de conflictes.
El seu treball acadèmic es combina amb el treball de camp com a mediador, negociador, promotor de la cultura de la pau, entrenador i assessor. Al nivell internacional, això ha implicat la seva participació en processos de pau a Somàlia, Irlanda del Nord, Nicaragua, Colòmbia i Nepal. A nivell de gestió comunitària, el seu treball s'ha enfocat sovint al nivell de reconciliació entre església i família. El 2014 va dir:
"El canvi només ve a través d'assegurar que les persones són representades. A Somàlia, on vaig fer molta de la meva feina primerenca, no hi hi havia cap govern, pel que era una situació caòtica. La meva feina va ser promoure organitzacions de base pensant a llarg termini. Això es pot fer fomentant organitzacions per a la gent gran, col·lectius de dones et al, amb l'objectiu d'enfortir una comunitat creant espais per a la societat civil." 
La seva aproximació a la gestió i transformació de conflictes ha sigut desenvolupada sistemàticament per d'altres acadèmics com Wolfgang Dietrich dins del marc del l'Escola d'Estudis de Pau d'Innsbruck.

## Religió i creences
Lederach és un cristià mennonita, una branca pacifista i trinitària del moviment cristià anabaptista. El 1999 va escriure Journey Toward Reconciliation (ISBN 978-0836190823 978-0836190823), la seva fe cristiana ha afectat tant el seu pensament i com a l'aplicació de solucions no violentes als conflictes. L'any 2000 va rebre el Premi Internacional de Pau de la Comunitat Internacional de Crist.

## Premis i reconeixements
- 2000 - Community of Christ International Peace Award[7]
- 2002 - Keys to Access Award from CADRE (the National Center for Dispute Resolution in Special Education)[8]
- 2006 - Martin Luther King Order of Peace Medal[9]
- 2009 - Pax Christi Award - St. John's University and Abbey[10]
- 2009 - Reinhold Neibuhr Award from the University of Notre Dame[11][12]
- 2014 - Distinguished Scholar Award - International Studies Association[13]

El 2014 va rebre un grau honorari del Conrad Grebel College de la Universitat de Waterloo, St. Paul University a Ottawa, Ontario.

## Publicacions destacades
- Els anomenats pacifistes: La no violència a l'estat espanyol, La Magrana, 1983.
- Enredos, pleitos y problemas Una guía práctica para ayudar a resolver conflictos, Guatemala: Ediciones SEMILLA, 1992, ISBN 84-89389-06-3.
- Preparing for Peace: Conflict Transformation Across Cultures, Syracuse University Press, 1995, ISBN 0-8156-2725-4
- Building Peace: Sustainable Reconciliation in Divided Societies, U.S. Institute of Peace, 1997, ISBN 1-878379-73-9
- The Journey Toward Reconciliation, Pennsylvania: Herald Press, 1999, ISBN 0-8361-9082-3
- From the Ground Up: Mennonite Contributions to International Peacebuilding, 2000, ISBN
- A Handbook of International Peacebuilding: Into The Eye Of The Storm, Jossey-Bass, 2002, ISBN 0-7879-5879-4
- The Little Book of Conflict Transformation, Good Books, 2003, ISBN 1-56148-390-7
- The Moral Imagination: The Art and Soul of Building Peace, Oxford University Press, 2005, ISBN 0-19-517454-2
- Reconcile: Conflict Transformation for Ordinary Christians, Pennsylvania: Herald Press, 2014, ISBN 0-836199030
- Memoirs of Nepal, Blurb Books, 2016